# Micrurus distans
Micrurus distans är en ormart som beskrevs av Kennicott 1860. Micrurus distans ingår i släktet korallormar, och familjen giftsnokar. IUCN kategoriserar arten globalt som livskraftig.
Arten förekommer i västra Mexiko längs kusten. Den når i angränsande bergstrakter 2200 meter över havet. Habitatet utgörs av varma lövfällande skogar, buskskogar och låga molnskogar. Micrurus distans lever delvis underjordisk.

## Underarter
Arten delas in i följande underarter:
- M. d. distans
- M. d. michoacanensis
- M. d. oliveri
- M. d. zweifeli